# Рошешуар-Мортемар, Луи I де
Луи I де Рошешуар (фр. Louis I de Rochechouart; 1663 — 3 апреля 1688, Париж), герцог де Мортемар, пэр Франции — французский генерал.

## Биография
Сын Луи-Виктора де Рошешуара, герцога де Вивонна и Мортемара, маршала Франции, и Антуанетты-Луизы де Мем.
В 1679 году отец отказался в его пользу от титулов герцога де Мортемара и пэра Франции. Тогда же Луи был назначен наследником принадлежавшей маршалу Вивонну должности генерала галер с полномочиями осуществлять командование на месте.
Добился значительных успехов. Участвовал в двух бомбардировках Алжира, двух экспедициях против Кадиса, и продемонстрировал мужество в генуэзской операции, где командовал десантной группой.
Умер в Париже в своем особняке в возрасте 25 лет, к большому сожалению Людовика XIV и двора, поскольку был человеком чести и доблести. Был погребен в приходской церкви Сен-Никола-де-Шан.

## Семья
Жена (14.02.1679): Мари-Анн-Кольбер (ум. 14.01.1750), третья дочь государственного секретаря Жана-Батиста Кольбера и Мари Шаррон
Дети:
- Луи II (3.10.1681—31.07.1746), герцог де Мортемар
- Жан-Батист (25.11.1682—16.01.1757), герцог де Мортемар
- Луиза-Анжелика (31.12.1684—7.12.1715), монахиня в обители дочерей Святой Марии в Сен-Дени
- Мари-Франсуаза (р. 1.1.1686), придворная дама королевы. Муж 1) (12.01.1708): Мишель Шамийяр (1688—1716), маркиз де Кани, главный квартирмейстер дома короля, сын Мишеля Шамийяра, генерального контролера финансов; 2) (10.12.1722): Луи-Жан-Шарль де Талейран-Перигор (ум. 1757), принц де Шале, гранд Испании, губернатор и великий бальи Берри